# Pinus neilreichiana
Pinus neilreichiana là một loài thực vật hạt trần trong họ Thông. Loài này được Reichardt miêu tả khoa học đầu tiên năm 1876.